# Ptyonoprogne obsoleta
Ptyonoprogne obsoleta là một loài chim én nhỏ trong họ Én định cư ở bắc Phi và ở tây nam Á đông đến Pakistan. Loài này sinh sản chủ yếu ở vùng núi, nhưng cũng ở độ cao thấp hơn, đặc biệt là ở các khu vực núi đá và xung quanh thị trấn. Không giống như hầu hết các loài én, nó thường được tìm thấy ở xa nước. Loài chim này có thân dài 12–13 cm với bộ lông chủ yếu màu nâu, màu nhạt ơn ở lông ức trên và dưới cánh. Sải cánh trung bình dài 13 cm (5,1 in) và đuôi dài trung bình 4,8 cm. Chim trống và chim mái có bề ngoài tương tự nhau, nhưng con non có viền nhạt hơn ở lông phía trên và các lông bay. Trước đây nó được coi là phân loài phía bắc của én đá phía nam châu Phi, mặc dù nó nhỏ hơn, nhợt nhạt hơn và trắng hơn loài đó.